# Euploea cornificia
Euploea cornificia är en fjärilsart som beskrevs av Hans Fruhstorfer 1910. Euploea cornificia ingår i släktet Euploea och familjen praktfjärilar. Inga underarter finns listade i Catalogue of Life.